# یون یو سون
یون یو سون (کره‌ای: 윤유선؛ زادهٔ ۱۷ ژانویه ۱۹۶۹) بازیگر اهل کره جنوبی است. او حرفهٔ بازیگری خود را به عنوان بازیگر کودک در سال ۱۹۷۵ آغاز کرد و پس از آن به فعالیت در فیلم و تلویزیون ادامه داد و از جمله کارهای او می‌توان به داستان دو زن (۱۹۹۴)، حتی اگر باد می‌وزد (۱۹۹۵)، ضربه عالی انتقام پاکوتاه (۲۰۱۱) و قول دیگر (۲۰۱۴) اشاره کرد.